# آدام ویرگو
آدام ویرگو (انگلیسی: Adam Virgo؛ زادهٔ ۲۵ ژانویهٔ ۱۹۸۳) بازیکن فوتبال اهل بریتانیا است.
از باشگاه‌هایی که در آن بازی کرده‌است می‌توان به باشگاه فوتبال کولچستر یونایتد، باشگاه فوتبال بریستول راورز، باشگاه فوتبال اکستر سیتی، باشگاه فوتبال سلتیک، باشگاه فوتبال یئوویل تاون، باشگاه فوتبال کاونتری سیتی، باشگاه فوتبال برایتون اند هوو آلبیون، و باشگاه فوتبال برایتون اند هوو آلبیون، و باشگاه فوتبال کاونتری سیتی اشاره کرد.
وی همچنین در تیم ملی فوتبال اسکاتلند B بازی کرده‌است.